# アダマンツレコーズ
アダマンツレコーズ (ADAMANTS Records) は、アダマンツミュージック株式会社（adamants music, Inc.）が運営する、日本のインディペンデントレコードレーベル。　代表取締役兼社長は音楽プロデューサーの西込加久見。

なお、アダマンツの名は、ギリシャ神話に登場する伝説の物質アダマントから由来する。

## 概要
2010年、アダマンツミュージック株式会社（原盤制作会社）による、布施明(Single)「Ⅰ万回のありがとう」, JUNGA POP (Album)「ホンキージル」の発表において発足したレーベル。
同ファクトリー内部のアーティストの作品の他、様々な他社レーベルのアーティストの作品の制作やディストリビューションも行っている。